# Steve Baumgärtel
Steve Baumgärtel (* 25. Februar 1984 in Frankfurt (Oder)) ist ein deutscher ehemaliger Handballspieler.

## Laufbahn
Baumgärtels Karriere begann im Alter von neun Jahren beim ESV Frankfurt (Oder), von dem er in der Halbserie der Saison 2000/01 zum USV Cottbus wechselte. Während der Zeit in seiner Heimatstadt war er auch in der Landesauswahl Brandenburg vertreten. In Cottbus wurde er in den NOHV-Kader berufen. Nach Beendigung seines Abiturs an der Sportschule Cottbus und dem folgenden Zivildienst wechselte der Linkshänder zu Beginn der Saison 2004/05 zum Dessau-Roßlauer HV, wo Baumgärtel jedoch nur noch zu wenigen Einsätzen kam; auch in der darauffolgenden Saison kam Baumgärtel nur zu wenig Einsatzzeiten. Außerdem wurde er mit einem Zweitspielrecht für den Jessener SV 53 ausgestattet, mit dem er den Landesmeistertitel Sachsen-Anhalt 2006 feiern konnte.
Während der Saison 2006/07 kam er in 32 Spielen auf 78 Tore, davon 46 Siebenmeter. In diese Saison fiel auch sein bis dato erfolgreichstes Spiel während seiner Zeit in der zweiten Bundesliga, als er gegen den TuS Spenge zehn Tore warf. Diesen persönlichen Rekord konnte er in der anschließenden Saison brechen, als er beim 26:20 gegen den HC Empor Rostock zwölf Mal erfolgreich einnetzen konnte. Insgesamt gelang es dem Linkshänder sechs Mal zehn Tore oder mehr in einem Spiel zu erzielen. In der Saison 2006/07 spielte er auch nebenbei für die zweite Mannschaft des Dessau-Roßlauer HV. Mit den sogenannten Rookies gelang ihm die zweite Landesmeisterschaft nach dem Triumph 2006 in Folge.
Im darauffolgenden Jahr wurde er zum sechstbesten Torschützen der Zweiten Bundesliga Nord (219 Tore/88 Siebenmeter). Unter Pysall wurde Baumgärtel stellvertretender Kapitän nach André Langen. In der Saison 2009/10 spielte Steve Baumgärtel für Concordia Delitzsch. Zur Saison 2010/11 wechselte er zum SC DHfK Leipzig. Nach drei Spielzeiten in Leipzig wechselte er zur TSG Groß-Bieberau, die kurz darauf mit dem TSV Modau die Spielgemeinschaft MSG Groß-Bieberau/Modau bildete. Zur Saison 2015/16 wechselte er zur SG LVB Leipzig. Im Sommer 2019 schloss er sich dem NHV Concordia Delitzsch an. Nachdem Baumgärtel zum Saisonende 2021/22 sein Karriereende verkündet hatte, schloss er sich im September 2022 dem HC Burgenland an. Nach dem Aufstieg in die 3. Liga im Jahr 2023 beendete er endgültig seine Karriere.

## Erfolge
- 1995 Landesmeister Brandenburg
- 1997 Landessieger Jugend trainiert für Olympia & 3. Platz Bundesfinale Jugend trainiert für Olympia
- 1998 Vizemeister Landesfinale
- 1999 3. Landesmeisterschaft Brandenburg, 1. Platz Landesfinale Jugend trainiert für Olympia, 3. Bundesfinale Jugend trainiert für Olympia
- 2000 Vizemeister Landesfinale
- 2001 Landessieger Jugend trainiert für Olympia, Vizelandesmeister Brandenburg, 3. Platz Bundesfinale Jugend trainiert für Olympia
- 2006 Landesmeister Sachsen-Anhalt (Jessener SV 53)
- 2007 Landesmeister Sachsen-Anhalt (Dessau-Roßlauer HV 06 II)
- 2010 Deutscher Hochschulmeister
- 2011 Aufstieg in die neue Eingleisige 2. Liga
- 2011 Deutscher Hochschulmeister
- 2011 5. Studenteneuropameisterschaft
- 2018 Meister Mitteldeutsche Oberliga
- 2020 Vizemeister Mitteldeutsche Oberliga
- 2023 Meister Mitteldeutsche Oberliga (HC Burgenland)

Saison/Tore
- Saison 2002/03 - 32 (USV Cottbus) 2. Liga Nord
- Saison 2004/05 - 60/10 (DHV 96) 2. Liga Nord
- Saison 2005/06 - 39/14 (DHV 96) 2. Liga Nord
- Saison 2006/07 - 78/46 (DRHV 06) 2. Liga Nord
- Saison 2007/08 - 218/88 (DRHV 06) 2. Liga Nord
- Saison 2008/09 - 151/47 (DRHV 06) 2. Liga Nord
- Saison 2009/10 - 133/15 (Delitzsch) 2. Liga Süd
- Saison 2010/11 - 122/10 (DHfK) 3. Liga
- Saison 2011/12 - 135/4 (DHfK) 2. Liga
- Saison 2012/13 - 88/14 (DHfK) 2. Liga
- Saison 2013/14 - 104/0 (MSG) 3. Liga
- Saison 2014/15 - 87/1 (MSG) 3. Liga
- Saison 2015/16 - 132/3 (SG LVB) 3. Liga
- Saison 2016/17 - 89/18 (SG LVB) 3. Liga
- Saison 2017/18 - 100/5 (SG LVB) Mitteldeutsche Oberliga
- Saison 2018/19 - 2 (DHfK 1) 1. Bundesliga
- Saison 2018/19 - 50/0 (DHfK 2) 3. Liga
- Saison 2019/20 - 70 (NHV C. Delitzsch) Mitteldeutsche Oberliga